# سفارة سلوفينيا في فرنسا
سفارة سلوفينيا في فرنسا هي أرفع تمثيل دبلوماسي لدولة سلوفينيا لدى فرنسا. تقع السفارة في باريس وهي تهدف لتعزيز المصالح السلوفينية في فرنسا.

## وصلات خارجية
- الموقع الرسمي
- قائمة سفارات سلوفينيا
- قائمة السفارات في فرنسا